# 자르넨 북역
자르넨 북역(독일어: Bahnhof Sarnen Nord)은 스위스 옵발덴주에 있는 자르넨 지자체에 있는 기차역이다. 1,000mm 첸트랄반의 브뤼닉선의 중간역이다. 역은 자르넨과 케기스빌 사이에 복선 트랙이 완료된 후 2016년 12월 11일 시간표 변경으로 개통했다.

## 운행편
다음 서비스는 자르넨 북역에서 정차한다.
- 루체른 S-반 S5 : 루체른과 기스빌 사이를 30분 간격으로 운행한다.